# Ньирбогат
Ньирбогат (венг. Nyírbogát) — посёлок(надькёжег) в медье Сабольч-Сатмар-Берег в Венгрии.

## История
Посёлок впервые упомянут в 1310 году. В 1911 году проведена железная дорога.
В посёлке есть несколько храмов: католическая церковь 1826 года, греко-католическая церковь 1959 года и протестантская церковь 1828 года.
Посёлок занимает площадь 55,36 км², там проживает 3209 жителей (по данным 2010 года). По данным 2001 года, 99 % жителей посёлка — венгры, 1 % — цыгане.

## Расположение
Посёлок расположен примерно в 29 км к юго-востоку от города Ньиредьхаза. В посёлке есть железнодорожная станция. Через посёлок проходит автодорога 471.

## Население
| Год  | Численность | Численность |
| ---- | ----------- | ----------- |
| 2013 | 3143        | [ 4 ]       |
| 2014 | 3124        | [ 5 ]       |
| 2015 | 3105        | [ 6 ]       |
| 2021 | 3020        | [ 7 ]       |
| 2022 | 2917        | [ 8 ]       |
| 2023 | 2924        | [ 9 ]       |
| 2024 | 2931        | [ 1 ]       |